# Croix de la Reconnaissance
La Croix de la Reconnaissance, en letton Atzinības krusts, est une décoration lettone, créée en 1938, mais dont les origines historiques remontent à 1710 et l'ordre de la reconnaissance du duché de Courlande. Cette distinction est décernée aux lettons ou aux étrangers qui ont rendu des services spéciaux au niveau de l'État ainsi que dans les domaines des sciences, de la culture ou de l'éducation.
Les noms des récipiendaires sont publiés et archivés par Latvijas Vēstnesis.